# Caenopsis
Caenopsis é um género de besouro pertencente à família Curculionidae.
As espécies deste género podem ser encontradas na Europa Ocidental.
Espécies:
- Caenopsis andalusiensis Behne, 2008
- Caenopsis assmanni Behne, 2008
- Caenopsis bermejaensis Behne, 2008
- Caenopsis breviscapus Behne, 2008
- Caenopsis brevisetis Desbrochers, 1895
- Caenopsis crestellinensis Behne, 2008
- Caenopsis fissirostris (Walton, 1847)
- Caenopsis formaneki Leonhard, 1912
- Caenopsis gracilicornis Behne, 2008
- Caenopsis larraldi (Perris, 1858)
- Caenopsis longirostris Behne, 2008
- Caenopsis peyerimhoffi Hustache, 1935
- Caenopsis reichei Tournier, 1874
- Caenopsis stuebeni Behne, 2008
- Caenopsis waltoni (Boheman, 1843)
- Caenopsis zerchei Behne, 2008